# Charles F. Haanel
Charles F. Haanel (Ann Arbor, 22 maggio 1866 – 27 novembre 1949) è stato uno scrittore e uomo d'affari statunitense, membro dell'American Scientific League, della Author's League of America dell'American Society of Phisichal Research, della St.Louis Humane Society e della Camera di Commercio di St.Louis.

## Biografia
Charles F. Haanel è nato a Ann Arbor il 22 maggio 1866.
Iniziò la sua carriera nel mondo degli affari a Saint Louis. Diede le dimissioni dal suo incarico per aprire una società propria e finì per fondare un grande gruppo aziendale. Scrisse varie opere, pubblicate dall'editore Psychology Publishing di St.Louis e dal suo Master Key Institute di New York. Oltre a La Chiave Suprema (Master Key System), scritto nel 1912, a lui si devono anche Mental Chemistry (La Chimica Mentale) e The New Psychology (La nuova Psicologia).
Charles Haanel scomparve nel 1949 ed è sepolto nel cimitero di Bellafontaine a St.Louis.

## La Chiave Suprema
La Chiave Suprema è considerata da molti una delle migliori opere in tema di auto-miglioramento, lo stesso Bill Gates (fonte?) ha ammesso di aver letto e preso spunto da essa.
Nelle ventiquattro parti che compongono il volume, La Chiave Suprema descrive i principi fondamentali della vita e del vivere creativo, così come sono stati compresi ed applicati da Haanel.
Ciascuna parte del libro è concepita come una lezione facente parte di un corso per corrispondenza, come in principio era.